# Бурда, Владислав Борисович
Владисла́в Бори́сович Бурда́ (род. 6 марта 1972, Одесса, Украинская ССР, СССР) — украинский предприниматель, владелец сети магазинов игрушек «Антошка», основатель и владелец «RedHead Family Corporation». Его состояние оценивается «Форбс» в 42 млн долларов США.

## Биография и достижения
Родился в Одессе 6 марта 1972 года. Отец — Борис Бурда, украинский журналист, телеведущий, писатель, бард, знаток игры «Что? Где? Когда?». Мать — Белла Верникова, поэтесса и художница, историк литературы, доктор философии Еврейского университета в Иерусалиме, член союза писателей Израиля.
Учился в специализированной английской школе № 119 и в Одесском национальном университете имени И. И. Мечникова на факультете прикладной математики.
После окончания университета в 1994 году основал компанию «Европродукт», которая была переименована в 2010 году в RedHead Family Corporation. В её состав входит сеть детских супермаркетов «Антошка» (крупнейшая сеть детских магазинов на Украине, занимает почти 20 % рынка детских товаров на Украине, приносит RedHead Family Corporation 65 % прибыли). Также компания RedHead Family Corporation продаёт детское питание, занимая 70 % украинского рынка.
В 2004 году Бурда при поддержке Федерации тенниса Украины, а также Министерства молодежи и спорта Украины основал летний любительский Чемпионат Украины по теннису для детей до 12 лет «Кубок Антошки», который проводится ежегодно, позднее ставший профессиональным.
В 2011 году закончил обучение по программе Executive MBA в Университете Кеннесоу США.
С 2013 года Бурда — почетный консул Республики Словения в Одессе.
В октябре 2017 года занял второе место в рейтинге «Инвесторов новой Украины» от журнала «Бизнес».

## Личная жизнь
Вторая жена — Нина Владимировна Галина (11.08.1956-2011) — бывший вице-президент компании
Сыновья — Дмитрий Бурда (род. март 1994) от первого брака, Тимофей Бурда (род. ноябрь 2000) от второго брака.

## Сочинения
- Ш. Адизес, А. Капуста и В. Бурда. Методология Адизеса. Реальный опыт внедрения. — Москва: Манн, Иванов и Фербер, 2015. — ISBN 978-5-00057-518-5.